# Prosto plezanje
Prosto plezanje se imenuje način plezanja, pri katerem uporablja plezalec za napredovanje (plezanje navzgor, prečenje, sestopanje) samo svojo moč, znanje, naravne razčlembe (oprimke, stope, poči, ...) ter trenje, ki ga omogoča skala oziroma stena. Vsi tehnični pripomočki (klini, vponke, zatiči, metulji, ...) služijo izključno samo za varovanje. Prosto plezanje je edini dovoljeni način plezanja pri športnem plezanju, v zadnjem času pa prevladuje tudi v alpinizmu.

## Zgodovina prostega in športnega plezanja
Po drugi svetovni vojni pa so alpinisti plezali večinoma tehnične smeri. Tako je bilo ob pomoči »pretiranega« števila klinov preplezanih veliko previsnih sten. To je plezanje prignalo do absurda, saj so si smeri postajale vse podobnejše in dolgočasnejše, plezanje pa je postajalo stereotipno in monotono. Alpinisti so kmalu ugotovili, da to ni najbolje za razvoj alpinizma oziroma plezanja nasploh, zato so se začeli nagibati k načinu, ki so ga iz ZDA prinesli najboljši plezalci - to je bil tako imenovani »clean climbing« (čisto plezanje). Medtem ko so na eni strani alpinisti »clean climbing« pojmovali bolj kot način, da se med plezanjem ne poškoduje stene, pa se je na drugi strani začel razvijati povsem nov način skalnega plezanja, imenovan »free climbing« ali prosto plezanje.
Prosto plezanje se je razvilo ob koncu devetnajstega in v začetku dvajsetega stoletja.
Takrat se je pozomost alpinistov preusmerila s čistih prvenstvenih vzponov na vrhove in s smeri po grebenih in lažjih stenah na plezanje dotlej še nepreplezanih vzhodnoalpskih sten. Prvi poskusi v teh strmih stenah so bili na Bavarskem, Tirolskem in v italijanskih Dolomitih. Skoraj hkrati pa se je prosto plezanje razvijalo v peščenjakih ob reki Labi in na balvanih pariškega parka Fontainebleu ter onkraj Atlantika.
Športno plezanje se je razvilo iz prostega plezanja in je najvamejša oblika prostega plezanja. Gre za podobno dejavnost, morda je razlika le v tem, da se športno pleza večinoma v nižjih stenah in krajših plezalnih smereh oziroma na urejenih plezališčih ter na tekmovanjih, na umetno postavljenih stenah, pri čemer je za varnost največkrat poskrbljeno s posebnimi vijaki - svedrovci, ki zdrže tudi več sto kilogramov obremenitve. Razvijati se je začelo v labskih peščenjakih Češke in Vzhodne Nemčije, v Bolgariji, v 70-ih pa še v ZDA, Franciji, Zahodni Nemčji in Angliji. V ZDA so v prvih letih plezali predvsem s sprotnim nameščanjem varoval, kot so zatiči in metulji; zatikali so jih v skalne razpoke in razčlembe, da bi ob morebitnem padcu preprečili telesne poškodbe. Tako je leta 1979 Toni Yaniro, eden najboljših ameriških plezalcev tistega časa, preplezal znamenito smer Grand lllusion, ocenjeno s 5.13c, kar je bila takrat najtežja prosto preplezana smer na svetu. V Evropi lahko imamo za očeta športnega plezanja Kurta Alberta, ki si je zamislil in uveljavil oznako rdeča pika. Tradicijo plezanja z rdečo piko je nadaljeval »njegov učenec« in pozneje eden najboljših športnih plezalcev vseh časov, Wolfgang Guellich. V Evropi so v začetku osemdesetih let dvajsetega stoletja klasične kline nadomestili svedrovci. Urejati so začeli varna naravna plezališča, namenjena izključno športnemu plezanju. Smeri so tako postajale varnejše, varovanje preprostejše, težavnostna stopnja se je zvišala, športno plezanje in zanimanje zanj pa sta se začela razvijati tako bliskovito, kot so pričakovali le redki.
V Slovenijo sta prosto plezanje prinesla Iztok Tomazin in Borut Bergant. Leta 1978 sta kot gosta ameriškega planinskega društva (American Alpine Club) obiskala Ameriko in se v 38 dneh, kolikor je trajal njun obisk, seznanila s takrat najboljšimi ameriškimi prostimi plezalci, s plezalno tehniko in etiko, ki ima pri prostem plezanju poseben pomen. Bergant se je pozneje posvetil zgolj alpinizmu, Tomazina pa je način razmišljanja ameriških plezalcev tako prevzel, da je zamisel o prostem plezanju širil po Sloveniji, zato ga lahko imamo za pionirja prostega plezanja na Slovenskem. Z Matjažem Ivnikom sta opravila številne prve proste ponovitve v naših Alpah. Tomazin je bil tudi prvi Slovenec, ki mu je v tistem času uspelo prosto preplezati smer, ocenjeno s VII+, danes ocenjeno celo z VIII-. Takrat so se s prostim plezanjem ukvarjali še Lidija Painkiher, Nuša Romih, Ines Božič, Jelka Tajnik, Željko Perko, Franček Knez, Janez Skok, Tadej Slabe, Igor Škamperle, Bojan Leskovšek, Rok Kolar, Andrej Kokalj, Srečo Rehberger, Tomo Česen, Albin Simonič in drugi. Začeli so urejati prva plezališča (Črni Kal, Osp, Dovžanova soteska, Vipava ...) in prirejati tekmovanja.
Prvo mednarodno tekmovanje je bilo leta 1985 v Bardonecchi pri Torinu. Na njem so nas zastopali Vili Guček, Metod Škarja in Cveto Jagodic. Kljub ugovorom nekaterih starejših plezalcev, češ da gre za amerikanizacijo plezanja, je šlo prosto plezanje povsem svojo pot. To, da ostaja neločljiv del alpinizma, sta po neposrednem televizijskem prenosu dokazala Srečo Rehberger in Tadej Slabe, ki sta leta 1986 v Ospu prosto preplezala smer Goba. To je bila medijsko najodmevnejša predstavitev prostega plezanja na Slovenskem in celo v Evropi. Prvo uradno državno prvenstvo v športnem plezanju (v takratni skupni državi Jugoslaviji), ki je bilo organizirano po pravilih UIAA in je potekalo v Sloveniji, je bilo leta 1988 v Ospu. Udeležilo se ga je 60 tekmovalcev. Najvišji mesti sta dosegla Simona Škarja in Vili Guček. Pozneje so se začela tekmovanja počasi umikati v pokrite dvorane, na umetne plezalne stene. Športno plezanje je postalo zanimiv, privlačen in predvsem varen šport, za katerega se je odločalo vse več mladih.
Tako so se po osamosvojitvi Slovenije navrhu najboljših slovenskih športnih plezalcev začela vrstiti povsem nova imena (Aljoša Grom, Matej Mejovšek, Jure Golob, Tomaž Valjavec, Luka Zazvonil, Klemen Bečan, Urh Čehovin, Matej Sova, Blaž Rant, Uroš Perko, Albin Simonič, Metka Lukančič, Martina Čufar, Natalija Gros, Nastja Guzzi, Maja Vidmar, Katja Vidmar, Saša Truden, Eva Tušar, Lučka Franko, Katja Planinc...). Od predhodnikov so se razlikovali predvsem po tem, da njihova temeljna dejavnost ni bil alpinizem, temveč samo športno plezanje. Z uvedbo tekmovalnega sistema za državno prvenstvo v mlajših, srednjih in članskih kategorijah, z načrtnim delom z mladimi ter z dobro in sistematično vadbo se je začel rojevati nov rod plezalcev. 
Potrditev, da spada Slovenija v sam svetovni vrh športnega plezanja, je bila zmaga Martine Čufar leta 2001 v Kranju. Leta 2002 sta se ji z odličnim drugim in četrtim mestom pridružili še Natalija Gros in Maja Vidmar. V letu 2003 so slovenske plezalke in plezalci z nekaj izvrstnimi uvrstitvami dokazali, da resnično spadajo v sam vrh športnega plezanja. Leto 2004 je bilo zaznamovano z odličnim plezanjem Natalije Gros. Leta 2005 je z odličnimi nastopi navdušila Maja Vidmar.